# Saint-Julien-la-Geneste
Saint-Julien-la-Geneste ist eine französische Gemeinde mit 120 Einwohnern (Stand 1. Januar 2022) im Département Puy-de-Dôme in der Region Auvergne-Rhône-Alpes (vor 2016 Auvergne). Die Gemeinde gehört zum Arrondissement Riom und zum Kanton Saint-Éloy-les-Mines (bis 2015 Saint-Gervais-d’Auvergne).

## Lage
Saint-Julien-la-Geneste liegt etwa 30 Kilometer nordwestlich von Riom und etwa 40 Kilometer nordwestlich von Clermont-Ferrand. Umgeben wird Saint-Julien-la-Geneste von den Nachbargemeinden Saint-Maigner im Norden und Nordwesten, Gouttières im Norden und Osten, Saint-Priest-des-Champs im Süden sowie Espinasse im Westen und Südwesten.

## Bevölkerungsentwicklung
| Jahr                       | 1962 | 1968 | 1975 | 1982 | 1990 | 1999 | 2006 | 2013 |
| Einwohner                  | 238  | 214  | 160  | 141  | 127  | 125  | 144  | 128  |
| Quellen: Cassini und INSEE |      |      |      |      |      |      |      |      |

## Sehenswürdigkeiten
- Kirche Saint-Blaise

## Gemeindepartnerschaften
Eine Partnerschaft besteht mit der deutschen Gemeinde Hohentengen in Baden-Württemberg.

## Weblinks

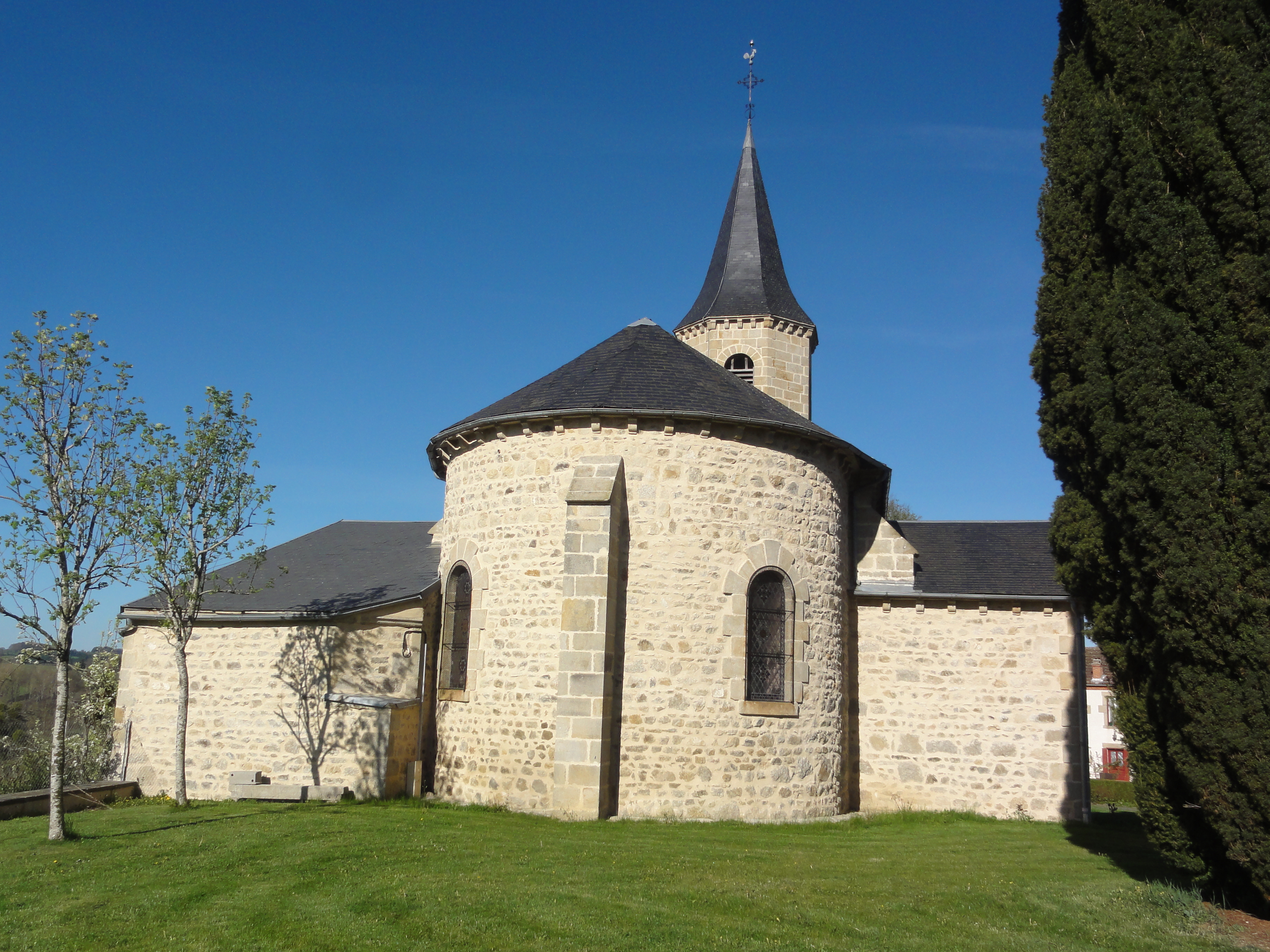
Kirche Saint-Blaise